# محمد خیضر
محمد خیضر ([محمد خيضر] Error: {{Lang-xx}}: متن دارای نشانه‌گذاری ایتالیک است (راهنما))؛ (زاده ۱۳ مارس ۱۹۱۲ – درگذشته ۴ ژانویه ۱۹۶۷) از رهبران انقلاب الجزایر در یک خانواده متوسط و اصیل الجزایری در شهر بسکره به دنیا آمد. وی تحصیلاتش را در شهر زادگاهش شروع کرد ولی به دلیل فقر خانوادگی ناچار به ترک تحصیل گردید و به شغل آزاد روی آورد.

## زندگی سیاسی
محمد در سال ۱۹۳۴ به حزب ستاره شمال آفریقا و سپس در سال ۱۹۳۶ به حزب مردم الجزایر پیوست و در سال ۱۹۴۶ به عنوان نماینده پایتخت انتخاب گردید. در سال ۱۹۵۰ مقامات استعمار او را بخاطر این که اتومبیلش برای انتقال پول از وهران به پایتخت مورد استفاده قرار گرفته بود به دست داشتن در عملیات پست وهران متهم کردند.
او در سال ۱۹۵۱، بدنبال سرپیچی از تصمیم حزب که از او خواسته بود خودش را به مقامات استعمار تسلیم کند به قاهره پناهنده و پس از چندی نماینده «جنبش کمک به آزادی‌های دموکراتیک» در قاهره و عضو جبهه آزادیبخش مغرب عربی بریاست عبد الکریم الخطابی شد.

## شرکت در انقلاب
پس از شعله‌ور شدن انقلاب الجزایر علیه استعمار فرانسه، محمد خیضر در تأمین سلاح برای ارتش آزادیبخش و همچنین جلب حمایت کشورهای عربی برای انقلاب شرکت کرد. او سرانجام در روز ۲۲ اکتبر سال ۱۹۵۶ به همراه احمد بن بلا و تعداد دیگری از یارانش بدنبال ربوده شدن هواپیمایی که با آن از مغرب به تونس می‌رفتند دستگیر و تا ۱۹ مارس ۱۹۶۲ در زندان بود. او در زمانی که در زندان بود به عنوان عضو شورای ملی انقلاب الجزایر انتخاب شد و در سال ۱۹۵۷ نیز به‌عضویت افتخاری کمیته اجرایی درآمد. همچنین نام او به عنوان وزیر دولت در حکومت موقت جمهوری الجزایر در فاصله سال‌های ۱۹۵۸ تا ۱۹۶۲ ثبت شد. او سرانجام در ۱۹ مارس ۱۹۶۲ پس از پایان نبرد و اعلام استقلال الجزایر به همراه احمد بن بلا از زندان آزاد گردید.

## ترور
محمد خیضر در ۴ ژانویه سال ۱۹۶۷ در مادرید اسپانیا ترور شد و به قتل رسید. گفته می‌شود ترور او بدستور مقامات دولت الجزایر بعد از استقلال بخاطر مخالفت‌های سیاسی محمد خیضر با دولت صورت گرفته‌است.

## بزرگداشت
شاذلی بن جدید در سال ۱۹۸۴ از محمد خیضر اعاده حیثیت کرد.
در بسکره زادگاه او یک دانشگاه بنام محمد خیضر نامگذاری شده‌است.